# نيمانيا بييتشينوفيتش

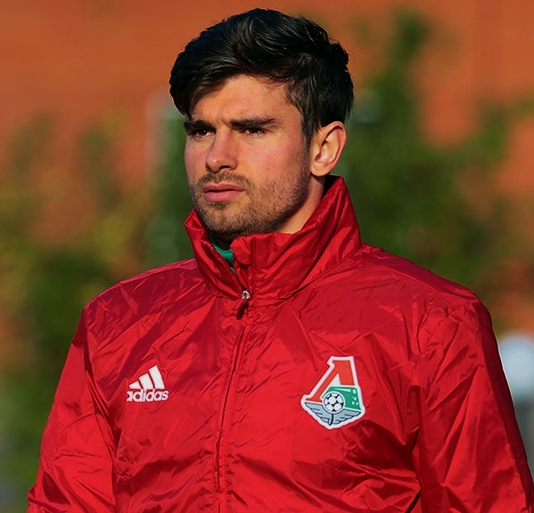

نيمانيا بييتشينوفيتش (بالصربية: Немања Пејчиновић)‏ (مواليد 4 نوفمبر 1987 في كراغوييفاتش - يوغوسلافيا) لاعب كرة قدم صربي يلعب حاليا لصالح نادي الدرجة الأولى هرتا برلين الألماني منذ 2009 في مركز قلب الدفاع.

## مسيرته الكروية
لعب نيمانيا بييتشينوفيتش خلال مسيرته الاحترافية مع 7 أندية في ستة عشر موسمًا وسجل خلالها 12 هدفًا ضمن 286 مباراة. حيث فاز في موسمين بالكأس وفي موسم واحد بالدوري.
خاض نيمانيا بييتشينوفيتش مسيرته مع نادي راد بيوغراد في موسم 2005–06 ليلعب معه أربعة مواسم، مشاركًا في 52 مباراة سجل خلالها هدفًا واحدًا. ثم انتقل إلى نادي النجم الأحمر بلغراد في موسم 2008–09 لمدة موسم واحد، حيث شارك في 14 مباراة ولم يسجل أي هدف. لينتقل بعدها إلى SG Gesundbrunnen Berlin ‏ في موسم 2009–10 لمدة موسم واحد، مشاركًا في 16 مباراة ولم يسجل أي هدف أيضًا. ثم انتقل إلى نادي نيس في موسم 2010–11 ليلعب معه أربعة مواسم، مشاركًا في 100 مباراة سجل خلالها 6 أهداف. هذا وانتقل لاحقًا إلى نادي لوكوموتيف موسكو في موسم 2014–15 ليلعب معه أربعة مواسم، مشاركًا في 85 مباراة سجل خلالها 3 أهداف. ثم انتقل بعدها إلى نادي تشانغتشون ياتاي ما بين عامي 2018 و2019 لمدة موسم واحد، مشاركًا في 13 مباراة سجل خلالها هدفين. ليعود وينتقل من جديد، لكن هذه المرة إلى نادي فودوفاك ‏ في موسم 2019–20 لمدة موسم واحد، مشاركًا في 6 مباريات ولم يسجل أي هدف.

## روابط خارجية
- نيمانيا بييتشينوفيتش على موقع الاتحاد الأوربي (الإنجليزية)
- نيمانيا بييتشينوفيتش على موقع قاعدة بيانات كرة القدم.إي يو (الإنجليزية)
- نيمانيا بييتشينوفيتش على موقع ناشيونال فوتبول تيمز (الإنجليزية)
- نيمانيا بييتشينوفيتش على موقع Soccerway.com (الإنجليزية)
- نيمانيا بييتشينوفيتش على موقع عالم كرة القدم.نت (الإنجليزية)
- نيمانيا بييتشينوفيتش على موقع AS.com (الإسبانية)